# Mikhail Mishchenko
Bản mẫu:Eastern Slavic name
Mikhail Vasilyevich Mishchenko (tiếng Nga: Михаил Васильевич Мищенко; sinh ngày 27 tháng 6 năm 1989) là một cầu thủ bóng đá người Nga. Anh thi đấu cho F.K. Tambov.

## Sự nghiệp
Anh có màn ra mắt tại Giải bóng đá ngoại hạng Nga vào ngày 15 tháng 3 năm 2009 trong trận đấu với P.F.K. Spartak Nalchik. Năm 2010, anh được cho mượn đến FK Ventspils ở Latvia, nhưng chỉ đá 6 trận ở đó, và trở lại F.K. Rubin Kazan vào cuối mùa giải.